# Ordinanza contingibile e urgente
Una ordinanza contingibile e urgente (o di necessità e urgenza), nel diritto amministrativo italiano, è un'ordinanza, ossia un provvedimento amministrativo con il quale sono imposti doveri positivi (di fare o dare) o negativi (di non fare), che può essere emanata da taluni organi della pubblica amministrazione in casi eccezionali di particolare gravità e urgenza, per le finalità indicate dalla legge, e può comportare anche temporanee deroghe all'ordinamento giuridico vigente.

## Caratteri generali
La giurisprudenza ha chiarito che presupposti per l'emanazione delle ordinanze contingibili e urgenti sono, da un lato, l'impossibilità di differire l'intervento ad altra data, in relazione alla ragionevole previsione di danno incombente (urgenza) e, dall'altro, l'impossibilità di provvedere con gli ordinari mezzi offerti dalla legislazione (contingibilità). Richiede, inoltre, che tali presupposti siano adeguatamente motivati, che la misura adottata sia proporzionata alla situazione che s'intende fronteggiare (principio di proporzionalità) e che, quando è rivolta a una generalità di soggetti, l'ordinanza sia oggetto di adeguata pubblicità (principio di conoscibilità).
La Corte Costituzionale, con le sentenze n. 8/1956 e 26/1961, ha ritenuto che il potere di emanare ordinanze contingibili e urgenti - che deve essere espressamente conferito da una norma di legge - è compatibile con la Costituzione solo se le deroghe non toccano norme di rango costituzionale (ossia contenute nella Costituzione o in leggi costituzionali) né i principi generali dell'ordinamento giuridico. Ha, inoltre, escluso che il potere di emanare tali ordinanze possa essere conferito in materie coperte da riserva di legge assoluta. A guardar bene, l'art. 12 delle disposizioni sulla legge in generale premesse al codice civile (preleggi) impone di decidere secondo i principi generali dell'ordinamento giuridico (analogia iuris) in tutti i casi in cui, mancando una precisa disposizione normativa, non si può applicare una legge che regola casi simili o materie analoghe (analogia legis). Ma poiché in quegli anni i prefetti continuavano ad abusare del potere d'ordinanza, anche limitando notevolmente le libertà politiche e civili, la Corte costituzionale ha ritenuto di dover ribadire e rafforzare l'obbligo di rispettare i principi generali dell'ordinamento, enunciandolo espressamente nel dispositivo della sentenza 26/1961.
In realtà le ordinanze contingibili e urgenti possono derogare alla legge solo nelle materie non coperte da riserva assoluta di legge, mentre in caso di riserva relativa di legge la possibilità di deroga è estremamente limitata. E la ragione è assai chiara: se vi è una legge, per di più in materia coperta da riserva di legge, non sussiste la lacuna normativa. Le deroghe alla legge di cui si discorre in dottrina, anche in materie non riservate alla legge, costituiscono un'eccezione nell'eccezione, una possibilità estremamente limitata nel tempo e negli effetti. Quando vi è un prolungato bisogno di provvedimenti in deroga a leggi preesistenti, il governo procede con decreto-legge a disciplinare la situazione d'emergenza e i nuovi provvedimenti che siano ritenuti necessari.
La dottrina ritiene che le ordinanze contingibili e urgenti costituiscano espressione di regimi anteriori alla Costituzione e siano a stento compatibili con l'ordinamento costituzionale. In realtà dette ordinanze, le relative leggi istitutive e gli organi legittimati ad adottarle sono proliferati in epoca repubblicana, a partire dalla legge 833/1978 sul Servizio Sanitario Nazionale e via via fino al proliferare di ordinanze di protezione civile e di sicurezza urbana. Un così marcato incremento del potere d'ordinanza si spiega con il notevole ampliamento dei compiti dello stato e della pubblica amministrazione nel moderno stato sociale, ben maggiori rispetto allo stato minimo ottocentesco. Si tratta di una questione delicata e complessa: da un lato, nell'attuale quadro normativo le ordinanze devono rispettare la riserva di legge, la riserva di giurisdizione e il principio di proporzionalità molto più che nell'ordinamento precostituzionale; dall'altro lato, proprio la Costituzione sembra circoscrivere notevolmente il potere decisionale delle autorità amministrative, agganciandolo a previsioni di legge (così in particolare l'art. 23 Cost, secondo cui nessuna prestazione personale o patrimoniale può essere imposta se non in base alla legge). Si tratta di un potere dittatorio, seppur temperato dal vincolo alle riserve di legge e di giurisdizione, dal principio di proporzionalità e dall'impugnabilità in giudizio. Il potere di emanare ordinanze contingibili e urgenti è sempre attribuito ad autorità politiche (compreso il prefetto, che rappresenta il governo nel territorio).
Le ordinanze contingibili e urgenti non vanno confuse con le ordinanze ordinarie (previste per specifici oggetti e contenuti da precise disposizioni di legge), che possono essere emanate sia da autorità politiche sia da dirigenti amministrativi di professione. Anche i provvedimenti previsti dal d.l. 6/2020, conv. in l. 13/2020, ed in seguito dal d.l. 19/2020, conv. in l. 35/2020, per affrontare l'emergenza coronavirus non hanno carattere contingibile e urgente: sono provvedimenti amministrativi espressamente e specificamente previsti dalla legge, dai contenuti tipizzati e finalizzati ad affrontare una singola emergenza.
In passato la dottrina annoverava le ordinanze contingibili e urgenti tra le fonti del diritto, considerandole atti formalmente amministrativi ma sostanzialmente normativi per la loro capacità di derogare a norme di legge. Attualmente la dottrina e la giurisprudenza prevalenti, osservando che anche altri atti certamente non normativi (come i negozi giuridici) possono derogare a norme di legge dispositive, escludono la natura normativa delle ordinanze contingibili e urgenti e le annoverano tra i provvedimenti amministrativi pur rilevando che esse, se si conformano al principio di legalità, in quanto previste da norme di legge, costituiscono un'eccezione al principio di tipicità, essendo il loro contenuto non predeterminato dalla legge ma rimesso all'autorità che le emana. Proprio tale atipicità differenzia le ordinanze contingibili e urgenti dagli atti necessitati, il cui contenuto è invece predeterminato dalla legge (si pensi all'occupazione d'urgenza).

## Esempi
Sono ordinanze contingibili ed urgenti quelle emanate:
- dal sindaco quale ufficiale del Governo, nonché dal prefetto in caso d'inerzia del sindaco, ai sensi dell'art. 54 del D. Lgs. n.  267/2000 (come modificato dal D.L. n. 92/2008, convertito dalla legge n. 125/2008, e dal D.L. n. 14/2017, convertito dalla legge n. 48/2017), al fine di prevenire ed eliminare gravi pericoli che minacciano l'incolumità pubblica e la sicurezza urbana (i provvedimenti concernenti l'incolumità pubblica sono diretti a tutelare l'incolumità fisica della popolazione mentre quelli concernenti la sicurezza urbana sono diretti a prevenire e contrastare l'insorgere di fenomeni criminosi o di illegalità, quali lo spaccio di stupefacenti, lo sfruttamento della prostituzione, la tratta di persone, l'accattonaggio con impiego di minori e disabili, ovvero riguardano fenomeni di abusivismo, quale l'illecita occupazione di spazi pubblici, o di violenza, anche legati all'abuso di alcool o all'uso di sostanze stupefacenti);
- dal prefetto, quale autorità provinciale di pubblica sicurezza, ai sensi dell'art. 2 del R.D. n. 773/1931 (Testo unico delle leggi di u sicurezza),[2] in caso di urgenza o grave necessità pubblica, se indispensabili per la tutela dell'ordine pubblico e della sicurezza pubblica;
- dal Presidente del Consiglio dei ministri o, per sua delega, dal Ministro dell'Interno o dal sottosegretario di Stato alla Presidenza del Consiglio dei Ministri con funzioni di Segretario del Consiglio, nonché dal prefetto che opera quale loro delegato, ai sensi dell'art. 25 del D. Lgs. n. 1/2018, per l'attuazione degli interventi conseguenti alla dichiarazione dello stato di emergenza a seguito di calamità naturali o connesse con l'attività dell'uomo che in ragione della loro intensità ed estensione debbono, con immediatezza d'intervento, essere fronteggiate  con mezzi e poteri straordinari;
- in caso di emergenze sanitarie e di igiene pubblica, ai sensi dell'art. 32 della legge n. 833/1978 e dell'art. 117 del D. Lgs. n. 112/1998, dal Ministro della salute, dal presidente della giunta regionale o dal sindaco, con efficacia estesa, rispettivamente, all'intero territorio nazionale o parte di esso comprendente più regioni, alla regione o parte del suo territorio comprendente più comuni, al territorio comunale;
- in caso di emergenza rifiuti, ai sensi dell'art. 191 del decreto legislativo 152/2006, "per consentire il ricorso temporaneo a speciali forme di gestione dei rifiuti";[3]